# Rodencia y el diente de la princesa
Rodencia y el diente de la princesa es una película de aventuras animada peruano-argentina de 2012, dirigida por David Bisbano y producida por Red Post Studio. Está basada en La búsqueda del diente mágico de Alpamayo Entertainment, que no fue concluida tras su quiebra en 2008.
En 2013 recibió el premio del público en la sección Baficito en el 15° BAFICI en Buenos Aires, Argentina.

## Trama
Una vieja leyenda dice que en un vasto y salvaje bosque, existe un fantástico reino Rodencia, un lugar habitado por maravillosas criaturas y poderosos magos. Rodencia y el diente de la princesa sigue las aventuras del pequeño Edam, un torpe aprendiz de mago, junto a la bella y segura ratoncita Brie, acompañados de los más grandes guerreros del reino, inician un increíble viaje, donde se enfrentarán a los peligros más sorprendentes para un poder mágico y legendario y así derrotar a las fuerzas oscuras lideradas por el malvado hechicero Rotex-Texor de las ratas, que amenaza con invadir Rodencia.

## Reparto de voz
Reparto español
- Hernán Bravo como Edam
- Natalia Rosminati como Brie
- Ricardo Alanís como Roquefort
- Enrique Porcellana como Gruyere
- Sergio Bermejo como Rotex-Texor
- Oswaldo Salas como Azul, General Rata y abuelo de Edam

### Elenco portugués
- Philippe Maia como Edam
- Erika Menezes como Brie
- Luiz Carlos Persy como Rotex-Texor

### Elenco en inglés
- Tom Arnold como Dalliwog el Mago
- Drake Bell como Sebastián
- Miranda Cosgrove como la Princesa Samantha "Sam"
- Jon Heder como Sir Jonas
- Cary Elwes como Sir Thaddeus
- Jon Lovitz como El Rey de los Ratones
- Aracely Arambula como Kimmy
- Gregg Sulkin como El roedor oscuro
- Dallas Lovato como La Reina de los Ratones
- Savannah Hudson como Mozzarella
- Brandon Hudson como Provolone